# Лотиково
Лотиково (укр. Лотикове) / Ивановское (укр. Iванівське) — посёлок, относится к Славяносербскому району Луганской области Украины. Де факто — с 2014 года населённый пункт контролируется Луганской Народной Республикой.

## Географическое положение
Расположен в 25 км от районного центра, в 2 км от железнодорожной станции Славяносербск на линии Дебальцево-Родаково.
Соседние населённые пункты: посёлки Михайловка на юге, Юрьевка на юго-востоке, Родаково на северо-востоке, город Зимогорье на севере, посёлки Лозовский и Криворожье на северо-западе, село Петровка на западе, город Алчевск на юго-западе.

## История
Поселок основан в начале XX в. в связи со строительством шахты 2-2-бис. Первое название: Ивановский Рудник, двухсловное, образовано от фамилии землевладельца Иванова и слова «рудник».
В 1912 году поселок был переименован на поселок Густав, его название образовано от фамилии предпринимателя Густава.
В 1919 году поселок был переименован в Лотиково, его название увековечивает память большевика В.П. Лотикова.
Статус поселка городского типа Лотиково получило в 1938 году.
В январе 1989 года численность населения составляла 3984 человека.
На 1 января 2013 года численность населения составляла 3236 человек.
12 мая 2016 года Верховная Рада Украины переименовала населённый пункт в Ивановское в рамках кампании по декоммунизации на Украине. Решение не признано местными властями ЛНР.

## Известные уроженцы
В посёлке родился Герой Советского Союза Иван Корниенко.

## Инфраструктура
У пгт имеется собственный футбольный клуб "Лотиково".

## Местный совет
93747, Луганская обл., Славяносербский р-н, пгт. Лотиково, ул. Ленина, 24